# 沈起予
沈起予（1903年1月—1970年1月），曾用笔名绮雨，重庆巴县人，中国作家、文学翻译家。

## 生平
幼年生活在一个贫苦的山村农民家庭，其名“起予”出自《论语·八佾》中的“起予者商也”一句。早年就读于重庆巴县中学。1920年赴日本东京求学。初在高等预备学校及高等学校学习，后入日本京都帝国大学专攻文学，直至1927年。此期间，日本及西欧文学艺术各流派的思潮、倾向和成就对他产生过重要影响。1927年回国后在上海参加创造社，开始从事文学创作。1928年，在上海艺术大学执教期间，发表以一个中国留学生在日本人民中间的生活为题材的中篇小说《飞露》。1929年再次赴日，仅一年，便在日本反动派的迫害下提前回国。
1930年1月在上海加入中国左翼作家联盟，从此专事文学创作和翻译。1931年，他的译作《欧洲文学发展史》由开明书店出版，不久，又译左拉的《酒场》，由中华书局出版。在广西桂林良车师范专科学校任教一年，回到上海。1935年由良友图书公司出版了表现青年追求革命的中篇小说《残碑》和短篇小说集《火线内》。1936年参加中华全国文艺界抗敌协会，主编《光明》半月刊至1937年。其间，发表文艺讲话小册子《怎样阅读文艺作品》（三联书店），比较通俗地介绍了文艺理论知识。
抗日战争爆发后，由上海至重庆。1938年，曾先后主编在重庆刊行的《新蜀报》副刊和《新民晚报》副刊。是年，在《新蜀报》连载了《抗战回忆录》。1939年至1940年夏，在重庆日俘收容所做组织日俘进行反战宣传工作，写反映日俘思想转变过程的报告文学《人性的恢复》，又译了日本左翼作家鹿地的同一题材的小说《我们七个人》，于1941年出版。
抗战结束后，主持中国作协重庆分会工作。1948年，由上海群益出版社出版他翻译的欧洲文艺理论名著《艺术哲学》。同年下半年，离重庆，经由香港到北京。1949年，出席中华全国文学艺术工作者代表大会，回上海后，任上海群益出版社主任编辑。加入中华全国文学艺术界联合会和中华全国文学工作者协会总会。1950年当选上海市第一届人民代表大会代表，以后，又被选为政协上海市第四届委员会委员。1951年起，因患重病而停止工作。1971年去世。